# 1919 en hockey sur glace
Cette page présente les éléments de hockey sur glace de l'année 1919, que ce soit d'un point de vue rencontres internationales ou championnats nationaux. Les grandes dates des différentes compétitions sont données ainsi que les décès de personnalités du hockey mondiale.

## Amérique du Nord

### Ligue nationale de hockey
- La finale de la Coupe Stanley opposant les Canadiens de Montréal et le Seattle Metropolitans fut arrêtée en cours à cause de la grippe espagnole[1].

### Coupe Memorial
- L'Université de Toronto remporte le premier championnat de la Coupe Memorial.

## Europe

### Suisse
le HC Rosey remporte le Championnat international suisse de série A.